# Les cloches n'ont pas sonné
Pour plus de détails, voir Fiche technique et Distribution.
Les cloches n'ont pas sonné (Ungarische Rhapsodie) est un film franco-allemand de Peter Berneis et André Haguet sorti en 1954. Une version française a été tournée simultanément avec une partie de la même distribution par André Haguet, Par ordre du tsar, sortie la même année en France.

## Synopsis
Biographie romancée de l'idylle entre Frantz Liszt et la princesse Carolyn de Sayn, mariée contre son gré au vieux prince de Sayn-Wittgeinstein.

## Fiche technique
- Titre original : Ungarische Rhapsodie[1]
- Titre français : Les cloches n'ont pas sonné
- Réalisation : André Haguet
- Scénario : André Haguet et André Legrand
- Décors : Roland Quignon
- Costumes : Rosine Delamare
- Photographie : Nicolas Hayer
- Montage : Borys Lewin, Anneliese Schönnenbeck
- Son : Julien Coutellier
- Musique : Jacques Bazire
- Production : Georges Bernier, Anton Schelkopf
- Sociétés de production : Florida Films, Gamma Film, Oska-Film
- Société de distribution : Gamma Film
- Pays :  France /  Allemagne de l'Ouest
- Langue : allemand
- Format : couleur (Gévacolor) -  35 mm -  1,37:1 - son mono
- Genre : drame
- Durée : 95 minutes (1h35)
- Dates de sortie : 
  - Allemagne de l'Ouest : 15 avril 1954
  - France : 4 juin 1955

## Distribution
- Michel Simon : le prince de Sayn-Wittgenstein
- Colette Marchand : la princesse Caroline
- Paul Hubschmid : Franz Liszt
- Jacqueline Gay : Nathalie
- Willy Fritsch : le grand-duc
- Peter Lehmbrock : Richard Wagner
- Margot Leonard : Wanda
- Lucienne Legrand : Maria Paulovna
- Yves Brainville : d'Ingelstedt
- Véronique Verlhac

## Autour du film
Le titre original du film, Ungarische Rhapsodie (littéralement en allemand, « Rhapsodie hongroise »), est une référence aux célèbres œuvres pour piano du compositeur.